# Gran priorato di Lombardia e Venezia del sovrano militare ordine di Malta
Il Gran priorato di Lombardia e Venezia del sovrano militare ordine di Malta, comunemente abbreviato in Gran priorato di Lombardia e Venezia, è una delegazione del Sovrano militare ordine di Malta, dipendente direttamente dal gran priorato di Roma e quindi dalla Santa Sede, che aveva un tempo la funzione di rappresentanza dell'Ordine nell'Italia settentrionale e in Sardegna e che oggi ha sede a Venezia. Esso era anticamente suddiviso nel priorato di Lombardia e priorato di Venezia elevati poi a gran priorato di Lombardia e  gran priorato di Venezia per poi essere riunificati nell'unico priorato lombardo-veneto, ancora oggi presente.

## Storia
La presenza nel nord dell'Italia dei cavalieri gerosolimitani risale agli inizi del XII secolo: già nella bolla di Pasquale II del 1113 si evince infatti una presenza gerosolimitana ad Asti. Questo gruppo di cavalieri, dal 1169, ebbe sede presso la chiesa del Santo Sepolcro (oggi San Pietro in Consavia), luogo in cui risiedeva anche il priore regionale, definito in un atto del 1179 come priore "de Longobardia". La comunità gerosolimitana ebbe ben presto un discreto rilievo all'interno della società del tempo, anche a causa dell'importante posizione geografica della regione, evoluta e ricca di commerci, che provocò il sorgere di mansioni, "ricettorie" ed "asili" dei cavalieri di San Giovanni. In questi centri pellegrini, commercianti e viaggiatori potevano trovare alloggio e assistenza. L'importanza della presenza gerosolimitana in Piemonte fu tale che nel 1467 gli ambasciatori del duca di Milano presso la Santa Sede affermarono l'inopportunità di trasferire a Milano la sede dei cavalieri poiché “in Pedemonte sono più comandarie et più grosse de la religione sua che altrove”
La presenza dell'Ordine di San Giovanni nell'area dell'Italia nord-orientale è invece attestata certamente fin dal 1263 a Venezia, città in cui la comunità ottenne in seguito anche la concessione, da parte della Serenissima, di alcuni edifici e terreni che erano stati di proprietà dei Templari, da poco soppressi. Malgrado l'influenza di molte raccomandazioni, il riconoscimento ufficiale di questa transizione da parte del doge di Venezia giunse però solo nel 1313, quando venne ufficializzato anche l'affidamento spirituale all'ordine delle chiese di San Giovanni al Tempio (detta "dei Furlani" in quanto il quartiere accoglieva numerosi abitanti provenienti dal Friuli) e di Santa Maria in Broglio.
A partire dall'anno 1700 entrambi i priorati per l'Italia settentrionale vennero nominati gran priorati e venne posto alla loro guida un gran priore dipendente direttamente dal gran priorato di Roma.
Sul finire del secolo si ebbe però la decadenza di queste istituzioni: come diretta conseguenza della rivoluzione francese e dell'occupazione militare da parte della Francia di gran parte dell'Italia settentrionale vi fu l'esproprio e la confisca di tutti i beni dell'Ordine. Il priorato di Venezia venne poi soppresso direttamente da un decreto di Napoleone datato 30 aprile 1806.
Nel 1839, grazie al luogotenente gran maestro frà Carlo Candida l'Ordine ottenne gli antichi privilegi e fu ricostituito il Gran priorato di Venezia, con giurisdizione su tutta l'alta Italia. Con un decreto del 3 ottobre 1844, Carlo Alberto, re di Sardegna, consentì successivamente sui territori del suo Regno la ripresa delle attività dell'Ordine. Ad approvazione ottenuta si ritenne opportuno creare un unico priorato che prese il nome di "Gran priorato di Lombardia e Venezia" con sede a Venezia e patrocinato dall'imperatore Ferdinando I d'Austria che emanò appositamente una propria lettera patente datata 5 gennaio 1841.
Dopo la ristrutturazione della sede veneziana, il gran priorato di Lombardia e Venezia riaprì ufficialmente i battenti il 24 giugno 1843, inaugurazione alla quale prese parte anche il gran priore frà Giovanni Antonio Cappellari della Colomba, nipote di papa Gregorio XVI in rappresentanza dell'ordine e della Santa Sede, nonché dell'arciduca Federico d'Austria, balì del Sovrano militare ordine di Malta e rappresentante dell'imperatore.

## Le delegazioni
All'interno del proprio territorio il gran priorato di Lombardia e Venezia è suddiviso in 10 delegazioni:
- Bolzano-Alto Adige, sede a Bolzano
- Emilia occidentale, sede a Modena
- Emilia orientale-Romagna, sede a Bologna
- Friuli-Venezia Giulia, sede a Udine
- Liguria, sede a Genova
- Lombardia, sede a Milano
- Sardegna, sede a Sassari
- Piemonte-Valle d'Aosta, sede a Torino
- Venezia, sede a Venezia
- Verona, sede a Verona

## Elenco dei gran priori

### Priorato e Gran priorato di Venezia (1260-1806)
- Ennerico (1260-1263)
- Erroghesiano (1263-1263)
- Engherano da Gragnana (1263-1296), priore di Lombardia e Venezia
- Guglielmo Bolgaroni (1296-1312)
- Nicolò da Parma (1312-1316)
- Leonardo Tiberti (1316-1322)
- Giovanni di Melengrat (1322-1326)
- Napoleone Tiberti (1326-1365)
- Giovanni Valperga di Rivara (1365-1373)
- Palamede de Giovanni (1373-1389)
- Carlo Scrinzari (1389-1395)
- Simone Visdomini (1395-1398)
- Giovanni Ripa (1398-1399)
- Nicolò Orsini (1399-1427)
- Antonio Morosini (1427-1430)
- Ranieri Malavolti (1430-1432)
- Angelo Marcello (1432-1434)
- Roberto Diana (1434-1434)
- Fantino Querini (1434-1446)
- Lorenzo Marcello (1446-1464)
- Giovanni Diedo (1464-1469)
- Nicolò Corogna (1469-1476)
- Bertuccio Contarini (1476-1490)
- Sebastiano Michiel (1490-1504)
- Giorgio Aimari (1504-1529)
- Muzio Costanzo (1529-1540), priore di Lombardia e Venezia sino al 1537

- Ranuccio Farnese (1540-1565)
- Pietro Giustinian (1565-1565)
- Lodovico Broglia (1565-1570)
- Alessandro Farnese (1570-1594)
- Ascanio Colonna (1594-1610)

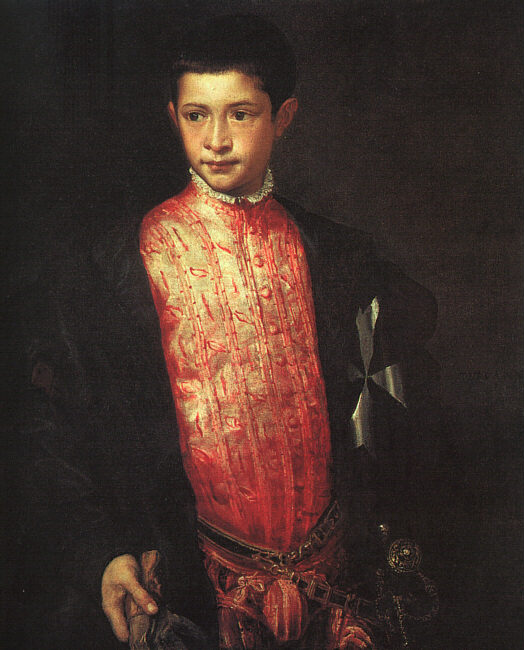
Ranuccio Farnese fu gran priore di Venezia e poi cardinale

- Fabrizio Sforza Colonna (1610-1625)
- Nicolò Cavaretta (1625-1638)
- Grillo Accarigi (1638-1639)
- Adriano Alliata (1639-1640)
- Giobatta Croce Lampugnani (1640-1648)
- Fiorino Borso (1648-1654)
- Giovanni Diodati (1654-1676)
- Tommaso di Gregorio (1676-1678)
- Guglielmo Balbiano (1678-1685)
- Stefano Lomellini (1685-1699)
- Roberto Solaro di Govone (1699-1706)
- Alviano Spada (1706-1711)
- Cristoforo Balbiano (1711-1725)
- Pietro Platamone (1725-1731)
- Giobatta Santini (1731-1741)
- Francesco Marullo (1741-1751)
- Antonio dal Pezzo (1751-1759)
- Giuseppe Solaro della Chiusa (1759-1770)
- Francesco Boccadiferro (1770-1791)
- Giobatta Altieri (1791-1806)

### Priorato e Gran Priorato di Lombardia (1330-1796)
- Fiorino Revezoli (1330-1344)
- Giovanni di Brandra (1344-1356)
- Federico Piossasco d'Airasca (1356-1370)
- Daniele del Carretto (1370-1382)
- Lodovico Valperga di Rivara (1382-1409)
- Filippo della Lengueglia (1409-1427)
- Michele Fernandi (1427-1435)
- Giorgio Piossasco (1435-1446)
- Giorgio Valperga (1446-1462)
- Giorgio della Volpaja (1462-1480)
- Merlo Piossasco (1480-1498)
- Lodovico Piossasco (1498-1500)
- Francesco della Rovere (1500-1502)
- Francesco della Torre (1502-1502)
- Ercole Piossasco di Non (1502-1504)
- Costanzo Operti (1504-1513)
- Bernardino Piossasco d'Airasca (1513-1529)
- Muzio Costanzo (1529-1537), priore di Lombardia e Venezia
- Alessandro Sforza (1537-1537)
- Paolo Simeoni (1537-1546)
- Carlo Sforza (1546-1572)
- Uberto Solaro (1572-1581)
- Girolamo Gravina (1581-1586)
- Lodovico Tana (1586-1591)
- Isnardo Sammartino (1591-1605)
- Girolamo Alliata (1605-1606)
- Giuseppe De Guevara (1606-1626)
- Catalano Casati (1626-1630)
- Antonio Maria della Ciaja (1630-1634)
- Cesare Cotogno (1634-1637)
- Lodovico Melzi (1637-1660)
- Agostino Forzadura (1660-1662)
- Bonifacio Aiazza (1662-1673)
- Giovanni Minutillo (1673-1677)
- Paolo Raffaele Spinola (1677-1692)
- Giovanni Caravita (1692-1699)
- Marcello Sacchetti (1699-1706)
- Maurizio Antonio Solaro (1706-1721)
- Roberto Solaro (1721-1736)
- Angelo Felice Cacherano d'Osasco (1736-1748)
- Antonio Maurizio Solaro (1748-1762)
- Marco Antonio Gori Pannilini (1762-1765)
- Giobatta d'Afflitto (1765-1778)
- Francesco Maria Rosselmini (1778-1779)
- Antonio de Spruches (1779-1780)
- Francesco Paternò Castello (1780-1793)
- Filippo Giulio Pinto (1793-1796)

### Gran priorato di Lombardia e Venezia (dal 1839)
- Giovanni Antonio Cappellari della Colomba (1839-1870)
- Pietro Alvise Mocenigo (1870-1876)
- Cesare Antonio Altan (1876-1884)
- Guido Sommi Picenardi (1884-1915)
- Antonino Casati (1915-1923)
- Lorenzo Cusani Visconti Botta Adorno (1923-1925)
- Carlo Torrigiani (1925-1931)
- Luigi del Drago (1931-1937)
- Alessandro da Porto (1937-1958)
- Nicola Galleani d'Agliano (1958-1969)
- Luigi Rolandi Ricci del Carretto (1969-1977)
- Luigi Boschi (1977-1980)
- Marco Celio Passi (1980-1984)
- Gherardo Hercolani Fava Simonetti (1984-1994)
- Giacomo Dalla Torre del Tempio di Sanguinetto (1994-1999)
- Roggero Caccia Dominioni (1999-2009)
- Silvio Goffredo Martelli (2009-2016)
- Clemente Riva di Sanseverino - Procuratore dal 13 aprile 2016 - 14 febbraio 2023
- Bernardo Gambaro - Procuratore dal 14 febbraio 2023